# Ophiomastix janualis
Ophiomastix janualis är en ormstjärneart som beskrevs av George Richard Lyman 1871. Ophiomastix janualis ingår i släktet Ophiomastix och familjen Ophiocomidae. Inga underarter finns listade i Catalogue of Life.